# Artère arquée du rein
Les artères arquées du rein (ou artères arciformes ou arcades sus-pyramidales) sont des artères intrarénales. 

## Origine
Les artères arquées du rein naissent des artères interlobaires du rein après leur trajet dans les colonnes rénales. Elles marquent la limite entre le cortex rénal et la médullaire rénale.

## Trajet
Les artères arquées du rein suivent une trajectoire en arcs convexes vers le cortex rénal parallèlement à la surface rénale. Elles fournissent les artères radiées corticales du rein qui vascularisent le tissu cortical.